# Kim Cocu
Kim Cocu, (11 maart 1986) is een Nederlands voormalig korfbalster. Ze won meerdere Nederlandse en Europese titels in teamverband. Ook werd zij verkozen tot Beste Korfbalster van Nederland in 2009.
Daarnaast was Cocu een speelster van het Nederlands korfbalteam.
In totaal speelde ze 13 seizoenen in de Korfbal League. Ze stopte in 2018

## Spelerscarrière

### Begin van carrière
Cocu begon met korfbal bij Groen Geel uit Wormer. Ze kwam in het eerste team, maar Groen Geel speelde niet in de hoogste competitie van Nederland.
Om wel in de top van Nederland te spelen verruilde zij in 2004 van club en ging ze naar AKC Blauw-Wit uit Amsterdam.

### Blauw-Wit
In 2004 kwam Cocu bij Blauw-Wit, een team met ervaren spelers zoals Jan Niebeek maar ook jong talent zoals Jos Roseboom en Tim Bakker.
In haar eerste seizoen bij de club eindigde de ploeg in de middenmoot van de Hoofdklasses. Desondanks werd Cocu in dit seizoen verkozen tot Beste Talent van het Jaar.
In seizoen 2005-2006 was Cocu basisspeelster bij de dames en deed dit niet onaardig. Ze speelde in de zaal alle wedstrijden en werd topscoorder bij de dames achter Marijke van den Berg. In de zaalcompetitie was dit echter niet voldoende om Blauw-Wit naar de play-offs te brengen. In de veldcompetitie deed de ploeg het echter beter. Zo werd Blauw-Wit 1e in de Hoofdklasse B en plaatste zich zo voor de kruisfinale. In de kruisfinale won Blauw-Wit nipt met 18-17 van Fortuna en kwam zo in de veldfinale terecht. In de finale was tegenstander PKC echter te sterk met 16-13, waardoor Blauw-Wit genoegen moest nemen met de 2e plaats van Nederland.
Vanaf 2007 was Jan Niebeek de nieuwe hoofdcoach van de ploeg, maar in seizoen 2007-2008 moest Blauw-Wit in de Korfbal League strijden tegen degradatie. Na dit seizoen besloot Cocu over te stappen naar Koog Zaandijk.

### Koog Zaandijk
In 2008 sloot Cocu zich aan bij Koog Zaandijk, een ploeg met een bijzondere ontwikkeling. Koog Zaandijk promoveerde in 2006 naar de Korfbal League en werd in hun 2e seizoen al meteen landskampioen.
Onder coach Jenne Warrink werd Cocu in 2008-2009 basisspeelster bij KZ. De ploeg werd 3e in de league en versloeg Dalto in de play-offs, waardoor de ploeg in de zaalfinale terecht kwam. In deze finale was DOS'46 te sterk met 26-23.

## Erelijst
- Nederlands kampioen zaalkorfbal, 2x (2010, 2012)
- Europacup kampioen zaalkorfbal, 2x (2011, 2013)
- Supercup kampioen veldkorfbal, 1x (2013)
- Beste Korfbalster van het Jaar, 1x (2010)
- Beste Talent van het Jaar, 1x (2005)

## Oranje
Cocu speelde 26 officiële interlands namens Nederland.